# Грб Архангељске области
Грб Архангељске области је званични симбол једног од субјеката Руске федерације са статусом области — Архангељске области. Грб је званично усвојен 15. јула 2003. године.

## Опис грба
Грб Архангељске области је истовјетан оном грбу који је био симбол овог региона, Архангељске губерније у доба Руске империје. Грб је представљен златним штитом на коме је приказан лик Светог Архангела Михаила у плавој боји, са плавим шљемом и црвеним пламеним мачем у десној руци и сребрним штитом у лијевој руци украшеним златним крстом. Архангел је у црвеним чизмама и стоји на лику црног лежећег ђавола.
Штит је крунисан са руском царском круном и окружен са златним вијенцем од храстовог лишћа увезаног Андрејевском траком.